# Liste de lacs d'Océanie
Cette liste recense les principaux lacs d'Océanie.

## Méthodologie
Afin de limiter la longueur de la liste, seuls les lacs de plus de 100 km2 de superficie sont mentionnés.

## Liste
| Lac              | Pays             | Superficie (km²) | Profondeur max. (m) | Volume (km3) | Remarques                     |
| ---------------- | ---------------- | ---------------- | ------------------- | ------------ | ----------------------------- |
| Lac Eyre         | Australie        | 9 300            | 6                   | ?            | Plus grand lac salé d'Océanie |
| Lac Taupo        | Nouvelle-Zélande | 616              | 186                 | 59           |                               |
| Lac Te Anau      | Nouvelle-Zélande | 344              | 270                 | ?            |                               |
| Lac Wakatipu     | Nouvelle-Zélande | 291              | 420                 | ?            |                               |
| Lac Ellesmere    | Nouvelle-Zélande | 180              | ?                   | ?            |                               |
| Te Whanga Lagoon | Nouvelle-Zélande | 180              | ?                   | ?            |                               |
| Lac Manapouri    | Nouvelle-Zélande | 142              | 444                 | ?            |                               |
| Lac Hawea        | Nouvelle-Zélande | 141              | ?                   | ?            |                               |